# Robin Schulz
Robin Schulz (Osnabrück, 28 aprile 1987) è un disc jockey e produttore discografico tedesco.

## Biografia
Nel 2014 ha pubblicato il remix del brano Waves del rapper olandese Mr Probz, che ha riscosso successo in tutta Europa e non solo. Il 16 settembre 2014 viene pubblicato l'album Prayer contenente il famoso remix di Prayer in C del duo Lilly Wood and the Prick, e il singolo Sun Goes Down con la collaborazione di Jasmine Thompson. Il 3 aprile 2015 pubblica il nuovo singolo Headlights che vede la collaborazione di Ilsey. Il 24 luglio 2015 pubblica il suo nuovo brano Sugar con a fianco Francesco Yates. Il 25 settembre 2015 viene pubblicato l'album Sugar. Successivamente dall'album vengono estratti altri due singoli: Show Me Love e Heatwave.
L'11 luglio 2015 ha partecipato alla presentazione 2015/2016 del Bayern München ed ha suonato insieme alla cantante Jasmine Thompson nella canzone Sun Goes Down accompagnando i calciatori in campo.
Il 29 settembre 2017 esce il terzo album Uncovered.
Il 25 Febbraio 2021 l'artista Tedesco rilascia "IIII" il suo 4º album in studio che contiene, tra i tanti, le hit "Speechless" e "In your Eyes".
Nel 2023, il brano Sugar, originariamente pubblicato nel 2015, entra nello "Spotify's Billions Club", grazie al superamento di 1 miliardo di stream solo su questa piattaforma. Il 25 agosto 2023 Robin Schulz presenta il suo quinto album dal nome Pink contiene 17 tracce, tra le quali le diverse hit degli ultimi due anni e alcuni inediti. L'album è stato presentato con un party esclusivo al Pacha di Ibiza, dove ha una residency per il 2023.

### Classifica Top 100 DJ Mag
Classifica annuale stilata dalla rivista DJ Magazine:
- 2015: #89
- 2016: #69
- 2017: #76
- 2018: #60
- 2019: #82
- 2020: #99
- 2021: #125

## Discografia

### Album in studio
- 2014 – Prayer
- 2015 – Sugar
- 2017 – Uncovered
- 2021 – IIII
- 2023 – Pink

### Singoli
- 2012 – Rain
- 2012 – Feeling
- 2013 – To You
- 2013 – Stone
- 2013 – Same
- 2014 – Sun Goes Down (feat. Jasmine Thompson)
- 2015 – Headlights (feat. Ilsey)
- 2015 – Sugar (feat. Francesco Yates)
- 2015 – Show Me Love (con Judge)
- 2016 – Heatwave (feat. Akon)
- 2016 – Shed a Light (con David Guetta e Cheat Codes)
- 2017 – OK (feat. James Blunt)
- 2017 – I Believe I'm Fine (con Hugel)
- 2017 – Unforgettable (con Marc Scibilia)
- 2018 – Oh Child (con i Piso 21)
- 2018 – Right Now (con Nick Jonas)
- 2018 – Speechless (feat. Erika Sirola)
- 2019 – All This Love (feat. Harlœ)
- 2019 – Rather Be Alone (con Nick Martin & Sam Martin)
- 2020 – In Your Eyes (feat. Alida)
- 2020 – Sun Is Shining (con Bob Marley)
- 2020 – Oxygen (feat. Winona Oak)
- 2020 – Alane (feat. Wes)
- 2020 – All We Got (feat. Kiddo)
- 2021 – One More Time (feat. Alida & Felix Jaehn)
- 2021 – Young Right Now (con Dennis Llyod)
- 2021 – Can't Buy Love (con B-Case & Baby E)
- 2022 – In Your Arms (For An Angel) (con Topic, Nico Santos e Paul Van Dyk)
- 2022 – Miss You (con Oliver Tree)
- 2022 – On Repeat (con David Guetta)
- 2022 – Sun Will Shine (con Tom Walker)
- 2022 – Rockstar Baby (feat. Mougleta)
- 2023 – Atlantis (con Koppy)
- 2023 – Killer Queen (con FIL BO RIVA)
- 2023 – Sweet Goodbye
- 2023 – Smash My Heart
- 2023 – Atlantis (feat. Koppy)
- 2023 – One with the Wolves
- 2023 – I'll Be There (con Rita Ora e Tiago PZK)
- 2024 – One By One (con Topic feat. Oaks)

### Remix
- 2012 – My Life (Toben)
- 2013 – Activate Child (Johnny Belinda)
- 2013 – Lexer (Lights)
- 2013 – In Love (David K feat Yo-C)
- 2013 – Blauer Tag (Möwe)
- 2013 – Perlentaucher (KlangTherapeuten)
- 2013 – Willst du (Alligatoah)
- 2013 – Swept Away (Parra for Cuva feat. Anna Naklab)
- 2013 – The Village (I am Frost)
- 2013 – Changes (Faul & Wad Ad e Pnau)
- 2013 – Waves (Mr Probz)
- 2014 – Rather Be (Clean Bandit feat. Jess Glynne)
- 2014 – Prayer in C (Lilly Wood and The Prick)
- 2014 – Dangerous (David Guetta feat. Sam Martin)
- 2015 – Something New (Axwell Ʌ Ingrosso)
- 2015 – Lay It All On Me (Rudimental feat. Ed Sheeran)
- 2015 – Bang My Head (David Guetta feat. Sia & Fetty Wap)
- 2016 – I Was Wrong (A R I Z O N A)
- 2017 – 2U (David Guetta feat. Justin Bieber)
- 2017 – Complicated (Dimitri Vegas & Like Mike e David Guetta feat. Kiiara)
- 2017 – Perfect (Ed Sheeran)
- 2018 – Flames (David Guetta feat. Sia)
- 2018 – Cola (Camelphat & Edelrbrook)
- 2018 – Summer Of Love (U2)
- 2018 – Perfect (Ed Sheeran)
- 2018 – Chasing Fire (Lauv)
- 2018 – Let me Go (Emin)
- 2018 – Giant (Calvin Harris feat. Rage'n Bon Man)
- 2019 – Hola Señorita (Maître Gims feat. Maluma)
- 2021 – Do It Like Me (Chico Rose feat. B-Case)
- 2021 – Pepas (Farruko)
- 2021 – Love Tonight (Shouse)
- 2023 – Baby Don't Hurt Me (David Guetta, Coi Leray, Anne-Marie)